# Miquel Tarradell
Miquel Tarradell i Mateu, né à Barcelone (Catalogne, Espagne) le 24 novembre 1920 et mort dans cette même ville le 2 janvier 1995, est un historien et archéologue espagnol. Il est un spécialiste des civilisations puniques, ibériques et de l'antiquité romaine.

## Biographie
Miquel Tarradell obtient un doctorat de Philosophie et de Lettres. Il est un disciple de Francisco Fabra (es) et de Jordi Rubió i Lois (ca) aux Estudios Universitarios Catalanes. En 1946, il est l'un des fondateurs d'Ariel, une revue clandestine de culture catalane.
En 1950, il publie El Periplo de Hannon y los lixitas. Il dirige le Service Archéologique du protectorat espagnol au Maroc où il organise et publie le Premier Congrès Archéologique du Maroc Espagnol à Tétouan en 1953. En tant qu'archéologue, il fouille dans la ville de Lixus ce qui lui permet de publier en 1959 Lixus: historia de la ciudad, guía de las ruinas y de la sección de Lixus del Museo Arqueológico de Tetuán. En 1960, il publie Marruecos púnico et en 1962 avec Lluís Pericot i Garcia, il publie Manual de prehistoria african. Il s'intéresse également à la cité romaine de Tamuda, fouillée entre 1949 et 1955, et dont il publie un compte-rendu des fouilles en 1956.
Il dirige le Service d'Investigation Archéologique de Grenade. Il est nommé professeur d'archéologie à l'université de Valence en 1956 où il crée la revue Papeles del Laboratorio de Arqueología de Valencia, puis il est professeur d'archéologie, d'épigraphie et de numismatique de Barcelone à partir de 1970.
Pendant son séjour à Valence, il travaille sur des sites romains et ibériques du Pays valencien, avec des archéologues universitaires tels que Lluís Pericot i Garcia, Enric A. Llobretat et Gabriela Martín Ávila (es). Il collabore aussi avec le SIP avec Domingo Fletcher (es) et Enrique Pla Ballester (es). Il s'implique profondément dans la récupération des libertés démocratiques et de la culture catalane en soutenant le chanteur Raimon dès le début. Il reçoit le prix d'honneur des lettres catalanes en 1977. Il est également membre du Comité Permanent de l'Association Internationale des Sciences Préhistoriques et membre du Conseil d'Archéologie de la Generalitat de Catalogne, et directeur de la revue d'Histoire en catalan : Fonaments.
Il est également membre de la Real Academia de las Buenas Letras de Barcelona, et fait partie du conseil d'administration de la nouvelle Revista de Catalunya et de l'Association des écrivains en langue catalane.
En 1982, il reçoit la Creu de Sant Jordi, distinction décernée par la Généralité de Catalogne.

## Héritage
Ses idées nationalistes radicales imprègnent son œuvre. Lors d'un hommage qui lui a été rendu le 22 août 1991, Joan Francesc Mira déclare que l'une des conclusions de son travail est que le cadre géographique des Pays catalans avait déjà une personnalité historique définie avant l'arrivée de Rome. Dans le même acte, Jordi Carbonell (es) affirme qu'il est un forgeur d'idéologie et l'a mis au même niveau que d'autres personnalités du nationalisme pancatalaniste comme Manuel de Pedrolo, Alexandre Cirici i Pellicer, Joan Fuster ou Joan Triadú (es).
En hommage, le nom d'une école secondaire lui fut dédié dans le quartier du Raval à Barcelone (IES Miquel Tarradell).

## Publications

### Ouvrages
- (es) Lixus : historia de la ciudad, guía de las ruinas y de la sección de Lixus del Museo Arqueológico de Tetuán, 1959.
- (es) Marruecos púnico, 1960.
- (es) avec Lluís Pericot i Garcia, Manual de prehistoria african, 1962.
- (es) Las raíces de Cataluña, 1962.
- (es) El País Valenciano, del neolítico a la iberización, 1963.
- (es) La necrópolis de « Son Real » y la « Illa dels Porros » : Mallorca, 1964.
- (ca) Història del País Valencià I, 1968.
- (es) Arte ibérico [« Art ibérique »], Barcelone, 1968.
- (es) avec Lluís Pericot i Garcia, Arte romano en España, 1969.
- (es) El arte griego y romano, 1972.
- (es) avec Antonio Arribas Palau (es) et Daniel E. Wood, Pollentia I, excavaciones en Sa Portella, Alcudia, 1973.
- (es) Terracotas púnicas de Ibiza, 1974.
- (es) Imagen del arte ibérico, 1977; (trad. fr.) Regard sur l'art ibérique, 1978.
- (es) Historia de Alcudia, (avec Antoni Arribas et Guillem Rosselló), 1978.
- (es) Primeras culturas e Hispania romana, dans Historia de España de Manuel Tuñón de Lara, vol. 1. (avec Julio Mangas), 1980.
- avec Enric Sanmartí i Grego (ca), L’état actuel des études sur la céramique ibérique, coll. « Céramiques Hellénistiques et Romaines (Centre de Recherches d’Histoire Ancienne 36 – Annales Littéraires de l’Université de Besançon 242) », 1980 (ISBN 2-2516-0242-9), p. 303- 330.

### Article
- (es) « El túmulo de Mezora (Marruecos) », Archivo de Prehistoria Levantina, vol. 3,‎ 1952, p. 229-239 (lire en ligne).

## Prix et membres
- 1977 : Prix d'honneur des lettres catalanes ;
- 1978 : Membre de l'Institut d'Estudis Catalans ;
- 1982 : Creu de Sant Jordi.

#### Ouvrage
- (ca) Ferran Arasa, Marta Prevosti i Monclús (ca), Enric Sanmartí i Grego (ca) et Núria Tarradell-Font, Homenatge a Miquel Tarradell (1920-1995) en ocasió del centenari del seu naixement, Barcelone, 2021 (ISBN 978-84-9965-625-0).
- (es) Xavier Ferré i Trill (ca) (dir.), Miquel Tarradell i Mateu (1920-1995). Cicle en reconeixement de la trajectòria de l'arqueòleg, ASSAIG, 2021.
- (ca) Francesc Viadel i Girbés (ca), Valencianisme : L’aportació positiva, Valence, PUV, 2012, 453 p. (ISBN 978-84-370-8820-4), p. 391.

#### Articles
- (en) Margarita Díaz-Andreu (es), « The Archaeology of the Spanish Protectorate of Morocco: a Short History », African Archaeological Review, no 32,‎ 2015, p. 49-69 (JSTOR 43916846).
- (es) Gabriela Martín Ávila (es), « Miquel Tarradell en Valencia », DOAJ,‎ 1995, p. 13-20 (lire en ligne, consulté le 9 février 2025).
- Cheddad A. Mohcin, « La contribution des Interventores espagnols au progrès de l'archéologie Nord Marocaine (1912-1956) », SPAL, no 26,‎ 2017, p. 283-293 (ISSN 1133-4525).
- (ca) Marta Prevosti i Monclús (ca), « Miquel Tarradell, arrelat i transgressor », Butlletí de la Societat Catalana d’Estudis Històrics, no XXII,‎ 2011, p. 349-385 (lire en ligne, consulté le 9 février 2025).
- (ca) Joan Ramon Torres, « Miquel Tarradell, africanista i pioner de l’arqueologia púnica a l’Occident », Institut d’Estudis Catalans,‎ 2021, p. 97-105 (lire en ligne, consulté le 9 février 2025).
- (ca) Albert Ribera i Lacomba, « Aportacions de Miquel Tarradell al món romà valencià », Institut Català d’Arqueologia Clàssica,‎ 2021, p. 69-83 (lire en ligne, consulté le 9 février 2025).